# Le Breil-sur-Mérize

Le Breil-sur-Mérize este o comună în departamentul Sarthe, Franța. În 2009 avea o populație de 1,441 de locuitori.